# Hethemia dyarii
Hethemia dyarii là một loài bướm đêm trong họ Geometridae.